# پزشکی از راه دور

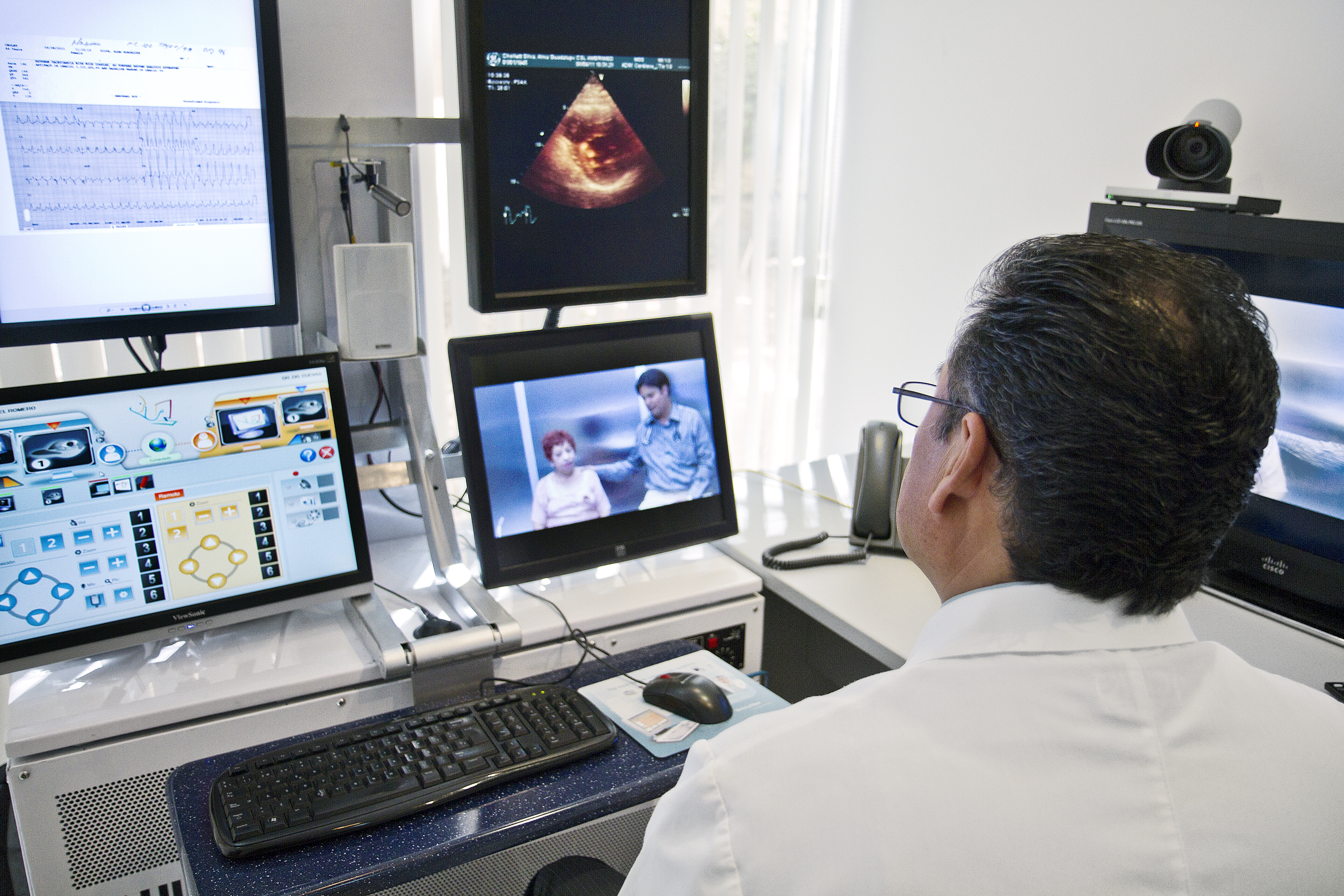
دکتر خوان مانوئل رومرو، متخصص قلب در بیمارستانی در سیوداد اوبرگون در سونورا، مکزیک، در حال مشاوره پیش از عمل جراحی با بیمار و پزشکی که در ۴۰۰ مایلی کالیفرنیا هستند. پزشکی از راه دور، پزشکانی که از نظر جغرافیایی از هم جدا هستند را قادر می‌سازد هنگام مشاوره یکدیگر را بشنوند و ببینند و اطلاعات بیمار مانند نمودارها و اسکن‌ها را در چند ثانیه به اشتراک بگذارند.

پزشکی از راه دور یا دورپزشکی (به انگلیسی: Telemedicine) به کاربرد فناوری اطلاعات و ارتباطات برای فراهم آوردن مراقبت سلامت و خدمات و حمایت از بیمار یا امداد شونده در زمانی که فاصله جغرافیایی بین دو گروه فراهم کننده و گیرنده خدمات پزشکی وجود داشته باشد گفته می‌شود. گرچه اجماع جهانی در خصوص تعریف پزشکی از راه دور و تفاوت آن با تله هلث (Telehealth) وجود ندارد ولی بیشتر صاحب نظران آن را زیر مجموعه‌ای از سلامت الکترونیکی (eHealth) می‌دانند.
از جمله اهداف پزشکی از راه دور: بهبود مراقبت از بیمار، بهبود دسترسی و مراقبت پزشکی برای نواحی روستایی و محروم، دسترسی بهتر به پزشکان جهت مشاوره، در دسترس قرار دادن امکانات برای پزشکان جهت هدایت معاینات خودکار، کاهش هزینه‌های مراقبت‌های پزشکی، ایجاد خدمات مراقبت پزشکی (در سطح جغرافیایی و جمعیتی وسیع)، کاهش نقل و انتقال بیماران به مراکز درمانی می‌باشد. پزشکی از راه دور شامل مشاوره از راه دور، آموزش الکترونیکی پایش از راه دور، جراحی از راه دور، درمان امراض پوستی از راه دور، تصویربرداری التراسوند از راه دور، آسیب‌شناسی از راه دور، درمان اختلالات شناختی از راه دور می‌باشد.
امروزه پزشکی از راه دور تا حدی پیشرفت کرده است که امکان انجام جراحی از راه دور نیز به وجود آمده است؛ یعنی یک جراح در منطقه‌ای دورتر از بیمار در یک کشور با بهره‌گیری از ارتباطات اینترنتی بسیار قوی و زیرساخت‌های فنی دقیق، این امکان را می‌یابد که در یک اتاق جراحی درکشور دیگری، به وسیله ربات‌ها، عمل جراحی انجام دهد.

## مقدمه
پیدایش اینترنت و گسترش آن تغییرات زیادی را در علم و صنعت ایجاد کرده است، علم پزشکی نیز از این قاعده مستثنی نبوده است و اینترنت علاوه بر تأثیراتی که در پیشرفت خود آن داشته است در توسعه و بهبود ارائهٔ خدمات پزشکی نیز تأثیرات بسزایی داشته است.
پس از بوجود آمدن کامپیوتر و پیشرفت آن و پس از آن سیستم‌های اطلاع‌رسانی پیشرفته از قبیل شبکه‌های کامپیوتری و جهانی شدن اینترنت، کاربران به این فکر افتادند که از این سیستم‌ها برای اطلاع‌رسانی به سود خود استفاده کنند. در این میان بخش‌ها ی درمانی نیز به این فکر افتادند تا از طریق اینترنت خدمات بهتری را به کلیه مردم ارائه دهند چون این بخش مهم‌ترین وظیفه را بر عهده دارد.
سلامت الکترونیک و ارائه خدمات بهداشتی یکی از زمینه‌های علم و فناوری است که دارای رشدی فزاینده در زمینهٔ بهداشتی-درمانی در جهان است. در واقع سلامت الکترونیک، یک واژه جدید است که برای توصیف آن نیاز به استفاده ترکیبی از فناوری اطلاعات و ارتباطات الکترونیکی در بخش سلامت و درمان داریم.
سلامت الکترونیک روش تازه‌ای در مراقبت‌های بهداشتی، تشخیصی و درمانی است که با فرایندهای الکترونیکی و ارتباطی پشتیبانی می‌شود. در این سیستم همه خدمات بهداشتی اعم از پرونده الکترونیک بیمار، تله مدیسین، پزشکی بر اساس شواهد، اطلاع‌رسانی به شهروندان، اطلاع‌رسانی به متخصصان و تیم‌های مجازی پزشکی ارائه می‌شود.
تله مدیسین پل ارتباطی میان علوم پزشکی و مهندسی است و در آن جامعه پزشکی از امکانات مهندسی برای ارتقای سطح سلامت جامعه استفاده می‌کند.

## پزشکی از راه دور چیست
استفاده از فناوری‌های ارتباط از راه دور جهت ایجاد، ارتقاء یا تسریع خدمات سلامت را پزشکی از راه دور یا دورا پزشکی می‌گویند. این سیستم به وسیله بانک‌های اطلاعاتی، مرتبط ساختن مراکز درمانی و تیم درمان یا انتقال اطلاعات تشخیصی کار می‌کند. در واقع پزشکی از راه دور، به کاربردن ارتباطات الکترونیکی و فناوری ارتباطات از راه دور برای انجام و پشتیبانی خدماتی از قبیل مراقبتهای بالینی از راه دور، آموزش و تعلیم دادن در زمینه‌های مرتبط به تندرستی به متخصصان و بیماران، توسعه بهداشت عمومی و اجرای مدیریت تندرستی می‌دهد. پزشکی از راه دور به‌عنوان مفهومی عام برای توصیف جنبه‌های متنوعی از تبادل اطلاعات پزشکی و ارائه مراقبت‌های پزشکی به‌صورت از راه دور به کار می‌رود.
ایده اصلی پزشکی از راه دور، استفاده از فن‌آوری اطلاعات و ارتباطات از راه دور به‌منظور ارائه خدمات بهداشتی، مراقبتی و درمانی در زمان‌ها و مکان‌هایی است که بین دو گروه گیرنده خدمات و فراهم کننده خدمات فاصله زمانی یا مکانی یا هر دو وجود داشته باشد. از دیدگاه فن‌آوری اطلاعات و ارتباطات، ارائه خدمات پزشکی از راه دور، مفهوم بسیار گسترده‌ای را دربردارد. این گستردگی در ساده‌ترین شکل آن دربرگیرنده یک ارتباط ساده تلفنی جهت ارائه یک خدمت روان‌درمانی (مشاوره، پیگیری و …) و در حالت پیچیده‌تر به‌کارگیری سامانه‌های هوشمند در یک ارتباط بین‌قاره‌ای و استفاده از تبادل علائم حیاتی و تصاویر جهت تشخیص یا درمان یک بیمار را شامل می‌شود. این ارتباط می‌تواند بین بیمار و پزشک (تشخیص از راه دور) یا بین دو پزشک یا دو مرکز پزشکی مختلف (مشاوره از راه دور) برقرار گردد. انواع متفاوت مشاوره از راه دور وابسته به آن است که مشارکت‌کننده چه کسی است؟ مشارکت‌کننده ممکن است بیمار، کارکنان پرستاری، کارکنان فنی متخصص، پزشکان مراقبت اولیه، یا همه آن‌ها باشند.
انجمن بین‌المللی سلامت الکترونیک و پزشکی از راه دور (International Society for Telemedicine & eHealth) بخش سوم مطالعات جهانی خود در مورد وضعیت کشورها از لحاظ سلامت الکترونیک و پزشکی از راه دور را به کشور ایران، دانمارک، لهستان، و بولیوی اختصاص داد.<[1]https://www.isfteh.org/media/a_century_of_telemedicine_curatio_sine_distantia_et_tempora._a_world_w>

## تاریخچه پزشکی از راه دور (مفاهیم و بکارگیری)
در ابتدا، انجام اعمال پزشکی منوط به حضور بیمار و پزشک در یک مکان و زمان خاص بود، ولی با اختراع دستگاه چاپ توسط گوتنبرگ در سال ۱۴۵۱ میلادی، اولین انقلاب و تحول بزرگ در گسترش علم ایجاد شد و امکان توزیع و انتشار اطلاعات پزشکی را در مقیاس وسیع فراهم ساخت. با این حال هنوز هم بیمارستان‌های بزرگ در مناطق پرتراکم شهری قرار دارند. این وضعیت به‌طور آشکار در دسترسی مردم به مراقبت‌های پزشکی تفاوت‌هایی ایجاد می‌کند. با وقوع تحولات بزرگ در فناوری این تفاوت‌ها کم رنگ شد، چرا که اختراعات جدید بشر، با غلبه بر موانع و مرزهای جغرافیایی موجب تماس نزدیک‌تر پزشکان و بیماران گردید. همچنین بهبود سامانه‌های ارتباطی، مثل تلگراف که در سال ۱۸۴۴ میلادی و تلفن که در سال ۱۸۷۶ میلادی اختراع شدند، به‌طور قابل ملاحظه‌ای سبب افزایش دسترسی و بهبود ارتباط بین پزشکان و بیماران و همچنین ارتباط با سایر پزشکان گردید؛ لذا می‌توان گفت پیشینه استفاده از فناوری ارتباطات در فرایند درمان، به اواسط قرن ۱۸ بازمی‌گردد.
واژه پزشکی از راه دور، نخستین بار در سال۱۹۲۰ به کار گرفته شد، هرچند که کاربری آن از سال‌ها پیش آغاز شده بود. در سال ۱۹۴۸ برای نخستین بار تصاویر رادیولوژی بین دو بیمارستان فیلادلفیا و پنسیلوانیا در آمریکا و از طریق خطوط تلفن انتقال داده شدند. با پیشرفت و گسترش فناوری، پزشکی از راه دور نیز به دنبال آن پیشرفت کرد. در اواخر دهه ۱۹۵۰ با ظهور تلویزیون و پیشرفت‌های به دست آمده در زمینه تلویزیون‌های مداربسته و ارتباطات از راه دور، متخصصین پزشکی استفاده از این فناوری‌ها را در موقعیت‌ها و محیط‌های بالینی متفاوت آغاز کردند. در سال ۱۹۵۹، ویتسون نخستین برنامهٔ پزشکی از راه دور عملی را راه اندازی کرد. هدف از این برنامه، مراقبت از بیماران روانی و آموزش پزشکی بود. همچنین این سیستم برای تعلیم دانشجویان پزشکی نیز استفاده می‌شد. با استفاده از ابزارهای ویدئویی، اتاق‌های درمانگاه و کلاس‌های درس به هم متصل شده بودند و ارتباط نزدیکی بین محیط آموزش و شرایط عملی درمان فراهم شده بود.
در اواخر سال ۱۹۶۴ یک سامانه تلویزیونی مداربسته دوطرفه میان انستیتو روان‌پزشکی نبراسکا و بیمارستان روانی نورفولک در فاصله ۱۸۰ کیلومتری این مؤسسه ایجاد شد. این سامانه امکان مشاوره بین پزشکان عمومی و پزشکان متخصص را از راه دور فراهم کرده و امکانات لازم برای آموزش کارکنان از راه دور را نیز در اختیار می‌گذاشت. در سال ۱۹۶۷ سامانه پزشکی از راه دور دیگری در بیمارستان عمومی ماساچوست ایجاد شد که ارتباط ویدئویی را بین بیمارستان و فرودگاه لوگان در شهر بوستون برقرار می‌کرد و اجازه می‌داد تا امکان دسترسی سریع به پزشک برای مسافران فراهم گردد. نتایج نشان داد که حدود ۱۰۰۰ بیمار از این سیستم استفاده کردند. در سال۱۹۷۰ کتابخانه ملی پزشکی آمریکا، پروژه ماهواره زیست پزشکی آلاسکا را ارائه داد که ۲۶ روستای دورافتاده آلاسکا را به بیمارستان‌هایی در شهرهایی دورتر از طریق ارسال امواج مایکروویو متصل می‌کرد. در همین سال یکی از بزرگ‌ترین پروژه‌های پزشکی از راه دور در ایالات متحده آمریکا و با مشارکت اداره سلامت، آموزش و رفاه، ناسا و شرکت لاکهید به منظور فراهم کردن مراقبت بهداشتی برای منطق‌های دورافتاده در جنوب آریزونا انجام شد. این پروژه استارپچ نام داشت و هدف آن فراهم کردن خدمات مراقبتی و بهداشتی با استفاده از ارتباطات ماهواره‌ای، برای فضانوردان و افرادی بود که در محیط‌های دورافتاده و محروم زندگی می‌کردند. همچنین می‌توان گفت نخستین سازمانی که در ایالات متحده آمریکا به‌طور جدی با مسئله پزشکی از راه دور مواجه شد، سازمان ملی فضانوردی ایالات متحده، ناسا بود. اولین فعالیت‌های پزشکی از راه دور به وسیله ناسا در خصوص فضانوردان و در شرایط بی‌وزنی انجام شد. به منظور کنترل وضعیت سلامت فضانوردان در موقعیت‌های مختلف لازم بود تا اعمال فیزیولوژیک بدن آن‌ها مثل فشارخون، میزان تنفس، نمودار سنجش عملکرد قلب و دمای بدن به‌طور ثابت اندازه‌گیری شده و مورد آزمایش قرار گیرد. برای نمونه فضانوردان ایستگاه فضایی میر به کمک سامانه‌های پزشکی از راه دور با زمین ارتباط برقرار می‌کردند و متخصصان مراکز درمانی به کنترل و بررسی وضعیت سلامت آن‌ها می‌پرداختند.
در سال ۱۹۷۲، برای اولین بار انتقال رادیویی نمودار سنجش ضربان قلب از فاصله ۷۵۰۰ کیلومتری صورت گرفت. در استرالیا و در سال ۱۹۷۸ نیز برای تأمین پوشش مراقبتی نواحی دورافتادهٔ کوئینزلند یک شبکه ماهواره‌ای راه‌اندازی شد. پیش از ایجاد این شبکه، مشاوران پزشکی از طریق تلفن، رادیو یا به صورت حضوری به ارائه خدمات مراقبتی به بیماران می‌پرداختند. هدف اصلی این پروژه ارتقاء میزان دسترسی افراد به مراقبت‌های پزشکی در مناطق دورافتاده بود. در اواخر سال۱۹۸۰ پیشرفت‌های سریعی در فناوری رایانه رخ داد. این پیشرفت‌ها باعث کاهش هزینه فناوری و در نتیجه افزایش تعداد پروژه‌های پزشکی از راه دور در آن زمان شد. در سال ۱۹۹۰ ارتش ایالات متحده آمریکا در عملیات طوفان صحرا با انتقال تصاویر رادیولوژی به‌طور عملی رادیولوژی از راه دور را به کار گرفت و همچنین اولین بیمارستان ارائه دهنده خدمات پزشکی از راه دور نیز در سال ۱۹۹۳ در بوسنی بوسیله ارتش بریتانیا پایه‌گذاری شد. پروژه‌های پزشکی از راه دور تا اوایل دهه ۱۹۹۰ ادامه پیدا کرد تا اینکه در مواجه با دو مشکل اساسی که از ابتدا به عنوان مانعی جدی بر سر راه برنامه‌های پزشکی از راه دور بودند، تقریباً متوقف شد. این دو مانع عبارت بودند از کیفیت پائین تصاویر و هزینه بالا (سخت‌افزارها و ارتباطات با پهنای باند بالا). ایجاد و راه‌اندازی یک ایستگاه پزشکی از راه دور به‌طور معمول هزینه‌ای برابر با ۵۰٬۰۰۰ دلار آمریکا و برقراری ارتباطات نیز ماهانه بین ۱۰۰۰ تا ۱۰٬۰۰۰ دلار هزینه در پی داشت. در اواخر دهه ۱۹۹۰ با پیشرفت در فناوری ساخت رایانه‌ها، هزینه‌های سخت‌افزاری لازم برای راه‌اندازی سامانه‌های پزشکی از راه دور کاهش و با استفاده از رایانه‌هایی با قدرت بالا و قیمت پائین، کیفیت تصاویر بهبود یافت. از سوی دیگر با پیدایش و گسترش اینترنت، هزینه ارتباطات نیز کاهش پیدا کرد. در سال ۲۰۰۰ میلادی هزینه سامانه‌های پزشکی از راه دور در مقایسه با دهه ۱۹۹۰ به کمتر از یک دهم کاهش یافت. در نهایت، پیشرفت در فناوری این امکان را به وجود آورد تا تصاویر ویدئویی با کیفیتی قابل قبول و با استفاده از خطوط استاندارد تلفن قابل تبادل باشند. با پیدایش اینترنت و پررنگ شدن مفهوم شبکه جهانی وب و همچنین به دلیل کاهش هزینه ارتباطات با پهنای باند وسیع و در دسترس قرارگرفتن آن، بسیاری از ابزارهای پزشکی از راه دور که وابسته به ارتباطات نقطه به نقطه، اختصاصی و گران‌قیمت بودند، به ابزارهای اینترنتی ارزان قیمت و در دسترس همگان تبدیل شدند.

## اهداف و کاربردهای پزشکی از راه دور

### اهداف پزشکی از راه دور
- بهبود مراقبت از بیمار
- بهبود دسترسی و مراقبت پزشکی برای نواحی روستایی و محروم
- دسترسی بهتر به پزشکان جهت مشاوره
- در دسترس قرار دادن امکانات برای پزشکان جهت هدایت معاینات خودکار
- کاهش هزینه‌های مراقبت‌های پزشکی
- ایجاد خدمات مراقبت پزشکی (در سطح جغرافیایی و جمعیتی وسیع)
- کاهش نقل و انتقال بیماران به مراکز درمانی
- ایجاد فضای مراقبت مدیریت شده در بیمارستان‌ها و مراکز درمانی

### کاربردهای پزشکی از راه دور
پزشکی از راه دور دارای کاربرد گوناگونی است که به منظور افزایش صحت و تندرستی فرد در جامعه صورت گرفته است. این پدیده می‌تواند با نوع اطلاعات ارسال شده (مانند آزمایشهای کلینیکی و رادیو گرافی‌ها)، نحوه ارسال این داده مشخص شده و معنی و مفهوم یابد. از پدیده مزبور در موارد زیر می‌توان استفاده عملی نمود:
- بلایای طبیعی و جنگها
- توسعه بهداشت در نقاط صعب العبور
- کنترل بیماریهای مزمن
- پروازهای هوایی
- مسافرتهای دریایی درجنگها
- تشخیص، درمان، کنترل، پیگیری و مشاوره
- آموزش ارائه کنندگان خدمت و مردم
- منابع اطلاعاتی پزشکی شامل انواع بانکهای اطلاعاتی و پایگاه‌های داده‌های پزشکی

برخی کاربردهای اختصاصی پزشکی از راه دور عبارتند از:
- مشاوره از راه دور
- آموزش الکترونیکی
- پیشگیری از راه دور
- پایش از راه دور
- تشخیص از راه دور
- توانبخشی از راه دور
- جراحی از راه دور
- درمان بیماری‌های پوستی از راه دور
- تصویربرداری التراسوند از راه دور
- آسیب‌شناسی از راه دور
- درمان اختلالات شناختی از راه دور

#### مشاوره از راه دور(Tele-consulation)
در حال حاضر عمده‌ترین کاربرد این فناوری، مشاوره‌های پزشکی است که هم در ایران و هم درنقاط دیگر جهان به راحتی انجام می‌شود. مشاوره از راه دور معمولاً بین دو یا چند پزشک یا بین بیمار و پزشک معالج صورت می‌گیرد. دکتر علیرضا زالی رئیس دانشگاه علوم پزشکی شهید بهشتی در این باره می‌گوید: «مشاوره از راه دور به دلیل سادگی و گستردگی کاربرد بیشترین سهم از تله مدیسین را به خود اختصاص داده است.».
در مشاوره از راه دور استفاده از تمام امکانات ارتباطی نظیر: تلفن، فاکس، پست الکترونیکی، گفتگوی اینترنتی، صفحه پیغام و… امکان‌پذیر می‌باشد.
چیزی که باید در نظر گرفت این است که در مشاوره از راه دور قابلیت دسترسی به
 اطلاعات مفید
 و اطلاعات غلط و نادرست، پزشکان قلابی و سایت‌های فاقد اعتبار پزشکی
وجود دارد.

#### آموزش از راه دور (Tele-education)
در واقع آموزش از راه دور به‌کارگیری ابزارهای فناوری اطلاعات در امر آموزش و تربیت می‌باشد که با استفاده از اینترنت، انواع CDهای آموزشی و کلیه نرم‌افزارها امکان‌پذیر می‌باشد. از جمله فوایداین روش کاهش هزینه زمانی، هزینه اقامت و فضای آموزشی را می‌توان نام برد.

### پیشگیری از راه دور (Tele-Prevention)
بسیاری از بیماریها قابل پیشگیری می‌باشند (مانند سکته قلبی و مغزی، پوکی استخوان). در مورد برخی دیگر از بیماریها بروز بیماری قابل پیشگیری نیست اما عوارض آنها قابل پیشگیری می‌باشد (مانند عوارض دیابت، گلوکوما) در مورد برخی دیگر بیماریها می‌توان با انجام تستهای تشخیصی در زمان مناسب آنها را در زمانی که قابل درمان هستند (مراحل اولیه) تشخیص داد (مانند سرطان پستان، سرطان پروستات، سرطان گردن رحم و سرطان روده بزرگ). خدمات تله مدیسین (پزشکی از راه دور) می‌توانند به افراد کمک کنند که تستهای تشخیصی خود را در زمینه طب پیشگیری به موقع دریافت کنند. به کمک تله مدیسین افراد می‌توانند در مورد پیشگیری و روشهای آن به موقع آگاه شده و اقدام مناسب را انجام دهند. خدمات طب پیشگیری در بستر اینترنت بیشتر از طریق سیستمهای دولتی ارائه می‌شوند. مراکز محدودی در جهان این خدمات را ارائه می‌دهند. در ایران به تازگی سامانه "همراه سلامت بایگانی‌شده  در ۲۴ فوریه ۲۰۱۹ توسط Wayback Machine" با تمرکز بر طب پیشگیری خدمات جامعی در این زمینه به کاربران خود اراه می‌دهد.

#### پایش از راه دور (ْTele-monitoring)
در این روش به کمک ابزارهایی که قادرند اطلاعات بیمار را از طریق اینترنت منتقل کنند مانند: دستگاه‌های فشارسنج، ترازو، دستگاه چک قند خون و چربی و … اطلاعات بیمار به سرورهای مراکز ارائه دهنده سرویس منتقل می‌شود تا پزشکان بتوانند وضعیت بیمار را تحت نظر داشته باشند.

#### تشخیص از راه دور (Tele-diagnosis)
در این روش پزشک می‌تواند به روشهای مختلف مانند: استفاده از ارتباط ویدئو کنفرانس یا حتی روشهای ابتدایی تر مانند ایمیل یا تلفن با بیمار ارتباط برقرار کرده و به تشخیص مشکل او مبادرت کند. در همین راستا تکنولوژی به خدمت پزشکان آمده و وسایل تشخیصی مانند: نوار قلب، سونوگرافی، رتینوسکوپ، اتوسکوپ و … به کمک وای فای می‌توانند اطلاعات بیمار را به پزشک منتقل کنند و در نتیجه بیماران می‌توانند از دورترین و محروم‌ترین نقاط به بهترین پزشکان دسترسی داشته داشته باشند.

#### توانبخشی از راه دور (Tele-rehabilitation)
در توانبخشی از راه دور متخصص توانبخشی می‌تواند بیمار را به روش ویدئو کنفرانس ویزیت کرده و علاوه بر تشخیص، مشکل طرح درمانی مناسب را برای وی ارائه دهد. این موضوع بخصوص برای بیمارانی که مبتلا به ناتوانی بر اثر سکته مغزی، ضربه مغزی یا فلج به دلایل دیگر هستند بسیار کمک کننده می‌باشد.

#### تصویربرداری از راه دور (Tele Radiology)
پیشرفت در زمینه فناوری مخابرات دیجیتال و کامپیوتر تأثیر زیادی بر رادیولوژی داشته است. برای مثال می‌توان با کامپیوتر یک تصویر را به‌طور دستی تغییر داد یا با الگوریتمهای پردازش دیجیتال قسمتهای خاص و مهم تصویر را استخراج نمود لذا با روشهای مختلف تصویر برداری می‌توان قدرت تشخیص را افزایش داد و در نهایت در وقت و هزینه صرفه‌جوئی کرد.
تکنولوژی‌های عکس‌برداری نقش عمده‌ای در تشخیص، درمان و مرحله بهبودی دارند. اسکنرهای اولتراسوند، دوربین‌های کوچک مورد استفاده در جراحی مفاصل و وسایل تشخیصی، آزمایش‌های پاتولوژی و رادیولوژی و اسکن مغز تنها مواردی از تکنولوژی‌های عکس برداری هستند که می‌توان به وسیله طب از راه دور آنها را انجام داد.
در دو دهه گذشته شاهد ایجاد و رشد انواع روشهای مختلف تصویر برداری نظیر: اولتراسوند، MRI و اسکن کامپیوتری بوده‌ایم که همه این روشها دیجیتال هستند و تنها ۳۰ درصد تصاویر پزشکی را تشکیل می‌دهند و مابقی تصاویر به وسیله اشعه X گرفته می‌شوند. تصاویر حاصل از این روش غیر دیجیتال بوده و برای استفاده از آن در رادیولوژی از راه دور و رادیولوژی دیجیتال باید به فرمت دیجیتال درآیند، که این کار با کمک دیجیتایزر صورت می‌گیرد.

#### آسیب‌شناسی از راه دور (Tele-pathology)
آسیب‌شناسی عبارت است از مطالعه تغییراتی که در سلول و بافت به هنگام بیماری ایجاد می‌شود. آسیب‌شناسی از راه دور عمل شناخت آسیب در بیمار از راه دور است. پاتولوژیست با مشاهده بافتها روی صفحه نمایش، همان عملی را انجام می‌دهد که انگار بافتها را روی صفحه میکروسکوپ به‌طور مستقیم مشاهده کرده و نمونه مربوط را می‌بیند. در آسیب‌شناسی از راه دور، دوربین ویدیویی روی میکروسکوپ نصب شده یا از ویدیو میکروسکوپ دیجیتال برای ارسال تصویر، اسلاید یا لام به مراکز مورد نظر استفاده می‌شود.

#### آزمایشگاه از راه دور
نصب دوربین ویدیویی روی میکروسکوپ یا استفاده از ویدیو میکروسکوپ دیجیتال برای ارسال تصویر اسلاید یا لام به مراکز مورد نظر می‌باشد.

#### تشخیص و درمان بیماری‌های پوستی از راه دور (Tele- Dermatology)
تشخیص بیماری‌های پوستی از طریق بررسی سوابق بیماری، معاینه و بیوپسی صورت می‌گیرد. در پزشکی از راه دور برای تشخیص و درمان بیماری‌های پوستی، باید تصاویر رنگی با رزولوشن بالا ازمحل عارضه تهیه شود. همچنین در این روش می‌تواند از تصاویر ویدئویی بصورت زنده نیز استفاده کرد. در صورت لزوم می‌توان نمونه‌های بیوپسی بیماران را از مراکزی که فاقد پزشکان متخصص پوست هستند از طریق پست به مراکز تخصصی ارسال کرد و نتایج آن را دریافت کرد. در این روش تعامل زمان حقیقی یا مراجعه حضوری بیمار به متخصص بیماری‌های پوستی ضروری نیست.

#### مراقبت‌های خانگی از راه دور (Tele-homecare)
بیش از همه افراد مبتلا به بیماری‌های قلبی و عروقی و ناهنجاری‌های تنفسی مزمن به اینگونه مراقبت‌ها نیاز دارند.

## جراحی از راه دور (Tele-surgery)
جراحی رباتیک استفاده از ابزاری است که با بهره‌گیری از بازوهای رباتیک، حرکت دست جراح را بسیار دقیق به درون بدن بیمار منتقل می‌کند و تصاویر هنگام عمل را به صورت واضح و شفاف در اختیار جراح قرار می‌دهد.
چیزی که پزشک را قادر به کنترل جراحی می‌کند یک اتصال اینترنتی قوی است که برای برقراری ارتباط بین پزشک و وسایل جراحی، مانیتورها و همچنین ارتباط با پزشکان با تجربه مورد استفاده قرار می‌گیرد. از آنجا که در این روش پزشک با جان بیمار سر و کار دارد نمی‌توان با اینترنتی که قطع و وصل می‌شود، اقدام پزشکی را انجام داد.
جراحی از راه دور تنها در زمان دور بودن جراح و بیمار کاربرد ندارد. یکی از بزرگ‌ترین مشکلات جراحان، لرزش بی‌اختیار دستشان است. در حال حاضر دستکش‌های خاصی ساخته شده که حرکات دست جراح را در فضای سه بعدی تشخیص می‌دهد. از میان این حرکات، لرزش تناوبی دست، فیلتر شده و مابقی حرکات به بازوی دقیقی که بر روی بدن بیمار در حال انجام عمل است، منتقل می‌شود. برای انجام عمل‌های دقیق تر، جراحی بر روی مدل مصنوعی و بزرگتری از اندام بیمار انجام گرفته و حرکات در مقیاس کوچکتر بر روی اندام واقعی پیاده می‌شود.
با وجود اینکه جراحی از راه دور فواید زیادی دارد مشکلاتی را نیز به دنبال دارد از جمله اینکه هر چه فاصله بین پزشک و بیمار زیاد شود سرعت ارتباط با تجهیزات و مانیتورها کمتر می‌شود و در چنین شرایطی ممکن است پزشکان درگیر یک تأخیر بیست و پنج ثانیه‌ای روی مانیتورها شوند که همین ثانیه‌های اندک در شرایطی خاص برای بیمار حکم مرگ یا زندگی را خواهد داشت.
مانع اصلی برای جراحی از راه دور این است که این کار هنوز نه فقط در ایران بلکه در تمام نقاط دنیا یک تکنولوژی نوین است و می‌توان گفت هنوز جنبه فانتزی دارد که با استفاده از فناوری‌های نوین بشر به توانایی انجام آن دست یافته است ولی همه بیماران مایل نیستند تحت چنین عملی قرار گیرند.

### اولین جراحی از راه دورفرااقیانوسی در جهان
برای اولین بار عمل جراحی از راه دور با کمک ربات در ۷ سپتامبر ۲۰۰۱ انجام گرفت. در این عمل جراحی، کیسهٔ صفرای زن ۶۸ ساله‌ای بستری در بیمارستانCIVIL در شرق فرانسه، توسط تیم جراحی در نیویورک برداشته شد. در این عمل جراحی حدود هفت هزار کیلومتر بین تیم جراحی در نیویورک و بیمار بستری شده در بیمارستانی در شرق فرانسه فاصله وجود داشت. پزشک مستقر در نیویورک وسایل جراحی نهاده شده دراتاق عمل توسط ربات را دستکاری کرد و این عمل با کمک خط فیبر نوری پرسرعت و با استفاده از سیستم جراحی روباتیک لاپاروسکوپی Zeus به مدت۵۴ دقیقه به طول انجامید در این عمل بیمار بعد از یک هفته فعالیت عادی خود را از سر گرفت.

### روش Robotic
در سال ۱۹۸۸، انجام جراحی با حداقل تهاجم (MIS) با ورود دوربین‌های کوچکی از طریق سوراخهای کوچک انجام شد. اولین سیستم روباتیک، سیستم جراحی da Vinci در اتاقهای جراحی، در ۱۱ ژوئیه ۲۰۰۰ توسط FDA تأیید شد.
این ربات شامل قسمتی میلیمتری برای کنار زدن شش بود. سه ابزار از شکاف کوچکی (۰٫۵–۱ سانتی‌متر) بین دنده‌ها در قفسه سینه می‌باشد. این سه ابزار، دو تا در حکم دستهای جراح و یکی در حکم دوربینی برای انتقال تصاویر به واحد خارجی می‌باشد. این ربات حرکت دست جراح را توسط یک سیستم کامپیوتری به سیگنال دیجیتال تبدیل کرده و به سر دیگر ابزار ارسال می‌کند.
در سمت جراح، واحد خارجی شبیه یونیت برای نشستن جراح می‌باشد که جراح با در دست گرفتن joy stickها و مشاهده قلب بیمار در تمام مدت جراحی از طریق دوربین جراحی می‌کند . انتقال حرکت دست جراح به واحد داخلی با joy stickها امکان‌پذیر می‌باشد.

#### مزایای روش Robotic
- کاهش دوران طولانی نقاهت پس از عمل جراحی، دردهای بعد از جراحی، زمان لازم برای بستری بیمار در بیمارستان و هزینه‌های مربوط
- عدم نیاز به شکستن استخوان جناغ و بازکردن قفسه سینه
- بهبود یافتن سریع زخمهای مربوط به شکاف‌های کوچک ایجاد شده
- در دسترس بودن جراحان خبره با قابلیتهای منحصربه‌فرد در مکان‌های بیشتر

#### معایب روش Robotic
- افزایش فاصله بین پزشک و بیمار کاهش سرعت ارتباط با تجهیزات و مانیتورها
- امکان ایجاد تأخیر بیست و پنج ثانیه‌ای روی مانیتورها با توجه به شرایط پزشکان
- زمان تأخیر بین وقتی که جراح حرکت چاقو را می‌بیند تا وقتی که واقعاً برش را انجام می‌دهد کمتر از یک پنجم ثانیه افزایش احتمال برش محل اشتباه
- در حال حاضر قابلیت انجام عمل توسط روبات در ماکزیمم فاصله حدود ۳۰۰ کیلومتر (در ارتباط با سیم) و ۳۵ کیلومتر (با ارتباط بی‌سیم)
- عدم تمایل بیماران برای تحت عمل قرار گرفتن به دلیل جدید بودن این تکنولوژِی
- گرانقیمت بودن روباتها
- عدم حضور دستیاری برای پزشک
- عدم وجود فیدبک حسی
- عدم درک حسی از محیط اطراف بیمار توسط پزشک

## اولین بیمارستان مجازی (Virtual hospital) در جهان
در آغاز دهه نود به دلیل بروز مشکل ناتوانی سیستم خدمات بهداشتی دولتی و افزایش روزافزون جمعیت کهنسال در فنلاند، اولین بیمارستان مجازی در پاییز ۱۹۹۸توسط یک شرکت کوچک فنلاندی راه اندازی شد؛ که در این بیمارستان مجازی امکان دسترسی به پایگاه اطلاعات دارو، گفتگوی اینترنتی، دریافت، ذخیره اطلاعات و افزودن به اطلاعات شبکه وجود داشت.

## بیمارستان هوشمند (Smart Hospital)
در عصر حاضر، بیمارستانهایی که صرفاً با تکیه بر سیستم‌های اطلاعاتی کامپیوترایز به فعالیت خود ادامه می‌دهند نمی‌توانند پاسخگوی رشد روزافزون نیازهای مراقبت بهداشتی پیرامون خود باشند. تلقی آن است که این بیمارستان‌ها تنها قادر به تفکر در مورد وقایع بهداشتی پیرامون خود هستند. درحالیکه توقع آن است که علاوه بر توانایی تفکر، بتوانند وقایع بهداشتی را پیرامون خود را بصورت بلادرنگ حس کنند و متعاقباً واکنش پاسخگویی مؤثر نمایند. این توانایی‌ها بیانگر موجودیتی موسوم به بیمارستان هوشمند است. بیمارستانهای هوشمند این توانایی‌ها را با بکارگیری تکنولوژیهایی که استاندارد بهداشت ۴٫۰ را رعایت می‌کنند ارایه خواهند کرد. بکارگیری تکنولوژیهای هوشمند از آن جمله سنسورها و بیو سنسورها، تکنیک واقعیت مجازی، روبوت‌ها، چاپگرهای سه بعدی، هوش مصنوعی، و وجود اطلاعات متنوع و حجیم پیرامون سلامتی بیماران از جمله مزایای بیمارستان‌های هوشمند است.[1][2][3][4]<https://pdfs.semanticscholar.org/9839/4e81839887b7fae106669cc9cb2845e3a523.pdf بایگانی‌شده  در ۱۲ ژانویه ۲۰۲۰ توسط Wayback Machine><https://www.adlittle.com/sites/default/files/viewpoints/ADL_Smart%20Hospital.pdf><https://www.adlittle.com/sites/default/files/viewpoints/ADL_Smart%20Hospital.pdf><https://www.researchgate.net/publication/325571459_Smart_Hospital_concept_and_its_implementation_capabilities_based_on_the_incentive_extension>

## نرم‌افزار و سخت‌افزار انتقال تصویر جهت تله مدیسین (Video Conference medicine)
از اوایل سال ۲۰۰۳ میلادی، یکی از شرکت‌های‌های تک (HighTech) جهان اقدام به تولید نرم‌افزار و سخت‌افزار حرفه ای انتقال تصویر بر پایه موبایل نمود.
تروکانف یکی از پتانسیل‌های بالقوه در انتقال تصاویر با قابلیت پشتیبانی کیف‌های تله مدیسین را دارد.
خوشبختانه این برند در ایران نماینده رسمی دارد.